# Parti de la prospérité (Turquie)
Ne doit pas être confondu avec Parti de la prospérité.

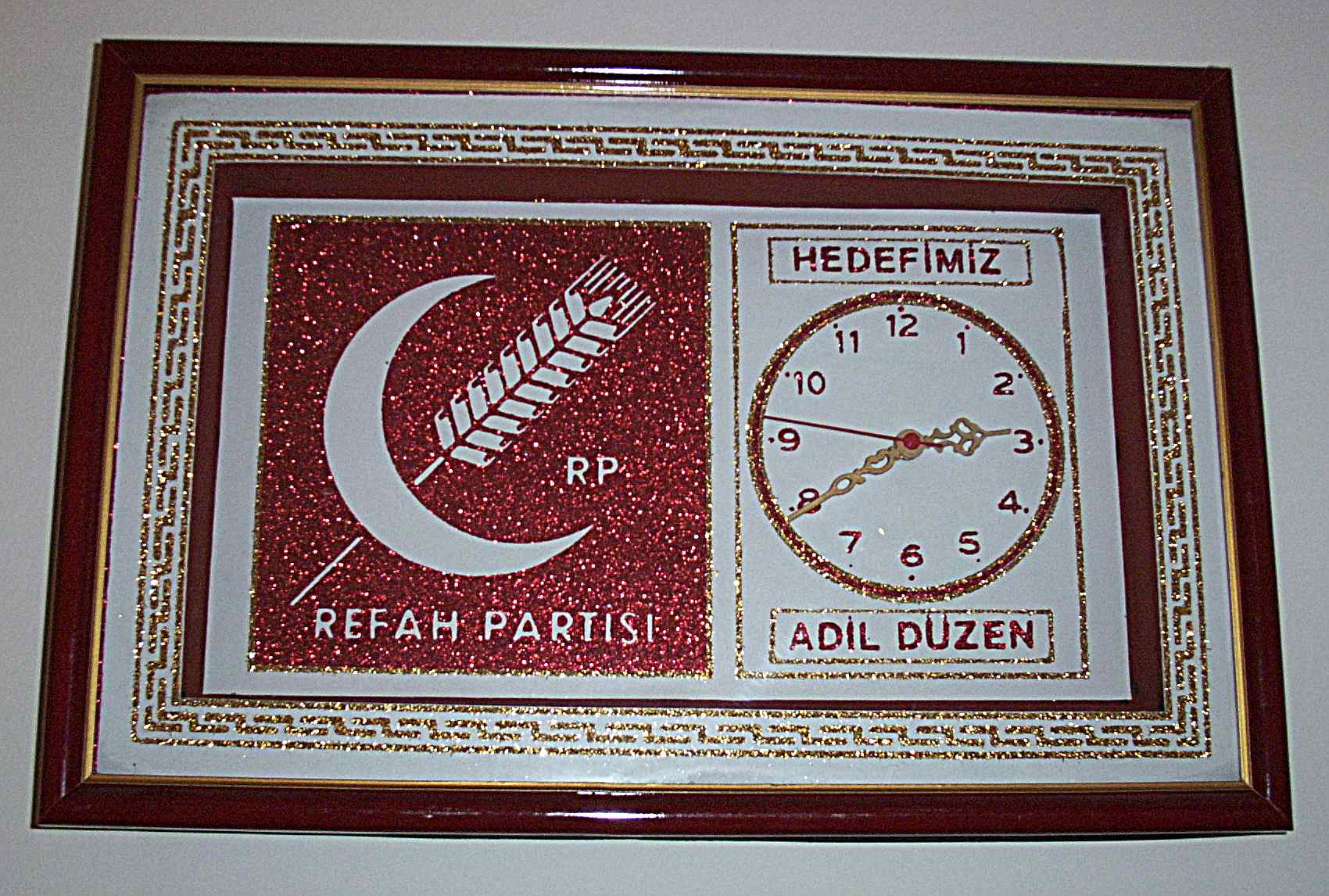
Horloge avec le logo du parti.

Le Parti du bien-être ou RP (Refah Partisi, plus souvent traduit en français par « Parti de la prospérité ») était un parti politique islamiste de Turquie. Il est le successeur du « Parti du salut national » (Millî Selamet Partisi ou MSP), dissous par la Cour constitutionnelle en 1981.

## Histoire
Le parti est fondé en 1983 avec le soutien de Necmettin Erbakan, cofondateur alors en prison du défunt MSP, après le retrait de l'armée de la vie politique turque. Il remporte immédiatement un grand succès, par son discours porté sur l’instauration d'un État respectueux des valeurs de l'islam, et surtout de la synthèse turco-islamique initiée par l'armée turque après le coup d'État du 12 septembre 1980.
Erbakan, de retour dans la vie politique, en prend la tête en 1987 et souhaite faire de la Turquie une grande puissance islamique. Après le succès des élections municipales de 1994 (où le jeune Recep Tayyip Erdoğan prend la mairie d'Istanbul), le parti arrive en force au parlement turc aux élections générales de décembre 1995 (21,4 % des voix). Il s'allie alors au parti de droite arrivé en 3e position, le Parti de la juste voie, et remporte ainsi la majorité absolue (293 sièges sur 550).
Necmettin Erbakan devient alors Premier ministre de Turquie. Il met en place une série de réformes sur le port des vêtements religieux (suppression de la neutralité religieuse dans l'administration) et engage des fonds pour le développement des radios et télévisions islamistes ou la construction de mosquées. En politique étrangère, le parti islamiste défend clairement une politique anti-européenne et orientée vers les pays musulmans, Erbakan dénonce avec virulence l’influence « franc-maçonne et chrétienne » de l'Europe sur la Turquie et prône la fin des relations privilégiées du pays avec l'Union européenne. Ce revirement politique provoque des heurts à l'étranger, notamment avec le principal allié de la Turquie : les États-Unis, qui se méfient de la rhétorique anti-israélienne du Premier ministre islamiste.
Plusieurs membres du Parti du bien-être ont été impliqués dans le massacre de Sivas de 1993, où 37 personnes trouvent la mort.

## Démission d'Erbakan et dissolution du RP
Cette politique créée de nombreuses tensions avec les milieux laïcs turcs, notamment l'armée. En 1997, le Conseil de sécurité nationale prend un mémorandum qui garantit la sauvegarde les principes d’Atatürk (notamment la laïcité), le Premier ministre tente de gagner du temps en signant ce mémorandum le 28 février, déclarant être en totale harmonie avec les militaires. Mais un an plus tard, Erbakan est mis sous pression par l'armée et la société civile, et se voit contraint de démissionner le 18 juin 1997.
Une procédure de dissolution est entamée par le procureur de la Cour de cassation pour activité anti-laïque trois mois après le départ d'Erbakan. Le Refah est finalement dissous par la Cour constitutionnelle le 16 janvier 1998, pour violation de la clause constitutionnelle de séparation de la religion et de l’État. Erbakan est condamné à un an de prison pour incitation à la haine et à l'hostilité religieuses, et un de ses proches, Recep Tayyip Erdoğan, maire d'Istanbul, est condamné pour les mêmes motifs à 10 mois de réclusion. Les biens de ce parti sont confisqués et ses dirigeants interdits de toute activité politique pour 5 ans.

## Successeurs du Refah
Le Refah Partisi dissous est reconstitué par d'anciens membres en 1998 sous l'appellation de Parti de la vertu (Fazilet Partisi ou FP). Le nouveau parti, bien qu’étant dans la droite ligne du précédent, subit un recul lors des élections législatives de 1999 (passant de 21 à 15 % des voix). Il est dissous par la Cour constitutionnelle en 2001 pour les mêmes motifs que le Refah.
De cette dissolution naît le Parti de la justice et du développement (AKP), créé par Erdoğan, et le Parti de la félicité (SP). Le premier capte la totalité de l'électorat des anciens partis islamistes, au détriment du second dont l'influence devient inexistante lors des élections turques suivantes.
Les islamistes de l'AKP, dès leur retour au pouvoir, s’emploieront à réduire le pouvoir de l'armée pour mener à bien une politique décrite par certains commentateurs comme un « retour à l'islam ».
Cette politique sera couronnée de succès avec l'adoption par référendum en 2010 d'une nouvelle constitution ôtant tout contrôle politique à l'armée et le procès Ergenekon en 2009 qui emprisonne l'élite laïque et kémaliste de la société civile et militaire.